# Gyenes Lajos
Gyenes Lajos (eredetileg: Gottlieb Lajos, Budapest, 1888. május 29. – Budapest, Józsefváros, 1944. november 3.) építész.

## Életútja
Gottlieb Ferenc mérnök, az államvasúti gépgyárak helyettes igazgatója és a hídépítő osztály vezetője és Barcsay (Bettelheim) Lujza fiaként született zsidó származású családban. Testvére Gyenes Gitta festőművésznő.
Építészi oklevelét 1910-ben szerezte meg Budapesten, a Magyar Királyi József Műegyetemen. Tanulmányai befejezése után Olaszországban, Rómában járt, ahol festészeti stúdiumokat folytatott, majd Nagybányán képezte magát tovább. Több kiállításon is részt vett a Műcsarnokban és a Nemzeti Szalonban.
Részt vett a Sváb Gyula-féle iskolaépítési programban, ahol egy vagy több iskolaépületet tervezett (helyszín nem ismert).
1919. április 14-én feleségül vette Vera Aranka színésznőt. Ebben az időszakban a MÁV magasépítési osztályán dolgozott. 
1924 után Neuschloss Kornéllal volt közös irodája.
A két világháború közötti időszak egyik legtöbbet foglalkoztatott budapesti építésze volt. 
Titkára a Fészek Művészklubnak, valamint törzstagja a Képzőművészeti Társulatnak.
Sokat dolgozott együtt más építészekkel, így például Vajda Andorral, Nagy Istvánnal és Hübner Tiborral.
1943-ban a Népszava hasábjain részletesen bemutatott olyan, általa kifejlesztett munkáslakóház típusokat, melyek a világháború befejezését követően segíthették volna a lakásínség megoldását. Gyenes az I. világháború tanulságai után úgy látta, hogy a frontról hazatérők köreiben kialakuló nagyarányú munkanélküliség csökkentését is kiválóan el lehetett volna érni az építkezések megindításával. Ezeket a terveit azonban már nem volt lehetősége megvalósítani.
56 éves korában a nyilasok vetettek véget életének. A Mária utca és a Szcitovszky (ma Lőrinc pap) tér sarkán lelőtték.

## Legfontosabb épületei
| Sorszám | Cím                                   | Leírás                                        | Tervezőtárs                                             | Év             | Kép |
| ------- | ------------------------------------- | --------------------------------------------- | ------------------------------------------------------- | -------------- | --- |
| 1.      | Nagykanizsa                           | Centrál Szálló                                |                                                         | 1911           |     |
| 2.      | Kaposvár, Bajcsy-Zsilinszky utca 1/C. | Königsberg Dezső-villa                        |                                                         | 1913           |     |
| 3.      | Kaposvár, Bajcsy-Zsilinszky utca 20.  | Villaépület                                   |                                                         | 1913           |     |
| 4.      | Budapest VI. ker. Nagymező utca 3.    | Neues Politisches Volksblatt székháza         | Vajda Andor                                             | 1913 – 1914    |     |
| 5.      |                                       | Lánchíd, átépítés                             | apja, Gottlieb Ferenc és a Magyar Államvasutak Gépgyára | 1916           |     |
| 6.      |                                       | Katonai repülőtér                             |                                                         | 1914 – 1916 k. |     |
| 7.      | Nagykanizsa                           | Posta                                         |                                                         | 1921 – 1924    |     |
| 8.      | Makó                                  | Posta                                         | Neuschloss Kornél                                       |                |     |
| 9.      | Budapest I. ker. Attila út 2-4.       | Bethlen-udvar                                 | Neuschloss Kornél                                       | 1923 – 1924    |     |
| 10.     | Pongrác úti lakótelep                 | „P” jelű lakóház                              |                                                         | 1925 k.        |     |
| 11.     | Cegléd                                | Posta                                         | Neuschloss Kornél                                       | 1928 – 1929    |     |
| 12.     | Budapest II. ker. Alvinci út          | Villa                                         | Neuschloss Kornél                                       | 1928 k.        |     |
| 13.     | Budapest V. ker. Kossuth Lajos tér 9. | Rimamurányi-Salgótarjáni Vasművek Rt. bérháza | Hübner Tibor, homlokzat: Hültl Dezső                    | 1936 – 1937    |     |
| 14.     | Budapest IX. ker. Kinizsi utca 16.    | Az Országos Színész Nyugdíjegyesület Bérháza  |                                                         | 1939           |     |

## Legfontosabb, díjat nyert pályaművei
| Sorszám | Leírás                                                           | Tervezőtárs       | Elismerés                                                                                             | Év      |
| ------- | ---------------------------------------------------------------- | ----------------- | --- | ------- |
| 1.      | A budapesti férfiszabók ipartestületi székházának tervpályázata  |                   | II. díj                                                                                               | 1912 k. |
| 2.      | Szombathely, állami főreáliskola tervpályázata                   | Vajda Andor       | III. díj                                                                                              | 1913    |
| 3.      | Török utcai bérház tervpályázata                                 |                   | Megvett terv                                                                                          | 1926    |
| 4.      | Győr, posta tervpályázata                                        | Neuschloss Kornél | II. díj                                                                                               | 1927    |
| 5.      | Mezőtúr, posta tervpályázata                                     | Neuschloss Kornél | III. díj                                                                                              | 1927    |
| 6.      | A székesfővárosi szeretetotthon tervpályázata.                   | Neuschloss Kornél | Megvett terv                                                                                          | 1929 k. |
| 7.      | A budapesti Szabadság tér déli oldalának rendezési tervpályázata |                   | II. díj                                                                                               | 1930    |
| 8.      | A debreceni városháza tervpályázata                              | Neuschloss Kornél | III. díj                                                                                              | 1931    |
| 9.      | A Gellérthegy és Gellért rakpart rendezésének tervpályázata      | Neuschloss Kornél | II. díj                                                                                               | 1931    |
| 10.     | Krematórium                                                      |                   | Elnyerte a Magyar Építőművészek Szövetségének a nemzeti képzőművészeti kiállításra kitűzött nagydíját | 1933    |
| 11.     | Budapest városközpont tervpályázata                              |                   | II. díj                                                                                               | 1937    |
| 12.     | Erzsébet telefonközpont tervpályázata                            | Nagy István       | Dicséret                                                                                              | 1937    |
| 13.     | Pénzintézeti Központ tervpályázata                               | Hübner Tibor      | II. díj                                                                                               | 1937    |
| 14.     | Budai autóbuszgarázs tervpályázata                               | Hübner Tibor      | Megvett terv                                                                                          | 1939    |

## Művei képeken

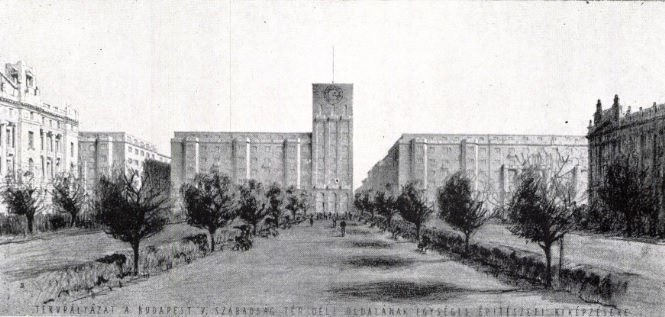
Pályamű a budapesti Szabadság tér kialakítására kiírt pályázatra, 1930
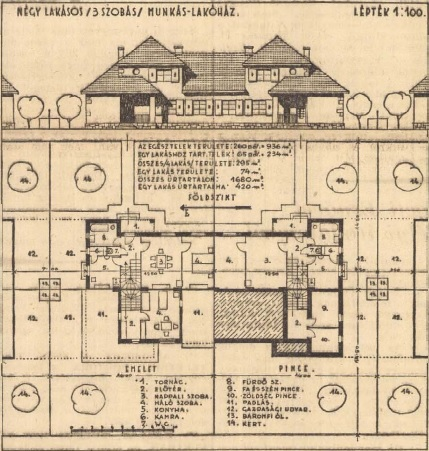
Munkáslakóház típusterve a Népszavából, 1943-ból

## Publikációi
- Gyenes L.: A főváros kislakásos építkezésének problémája a háború után, különös tekintettel a munkáslakásokra. Népszava. 71. évf. 160. sz. 1943. 07. 18; 7. o.
- Gyenes L.: Munkáslakásépítés. Népszava. 71. évf. 172. sz. 1943. 08. 01; 8. o.
- Gyenes L.: Munkáslakásokról. Népszava. 71. évf. 231. sz. 1943. 10. 13; 5. o.